# Norma Rangeri
Norma Rangeri (Roma, 16 settembre 1951) è una giornalista e critica televisiva italiana.

## Biografia
Scrive su il manifesto dal 1974 e dal 1978 è giornalista professionista. Dal 4 maggio 2010, eletta insieme al vicedirettore Angelo Mastrandrea, ne è la direttrice.
Dal 1992 tiene la rubrica di critica televisiva I Vespri su Rai Radio 3. Dal 1998 tiene un'analoga rubrica sull'edizione domenicale de Il Tirreno. La sua esperienza di critica televisiva è confluita nel libro Chi l'ha vista?. Tutto il peggio della tv da Berlusconi a Prodi (o viceversa).
Il 25 giugno 2023 si dimette da direttrice de il manifesto.